# Doctor Strange (film animowany)
Doctor Strange (ang. Doctor Strange: The Sorcerer Supreme, 2007) – amerykański film animowany w reżyserii Franka Paura. Jest to czwarty film serii Marvel Animated Features.

## Fabuła
Chirurg Strange wskutek wypadku traci czucie w rękach. Po miesiącach prób doktor traci nadzieję. Na jego drodze staje człowiek mogący go wyleczyć, jednak musi udać się do Tybetu. Tam spotyka mnicha, który pragnie go szkolić.

## Obsada
- Bryce Johnson – Doktor Strange
- Paul Nakauchi – Wong
- Michael Yama – Starożytny
- Kevin Michael Richardson – Mordo
- Jonathan Adams – Dormammu
- Fred Tatasciore – Oliver
- Susan Spano – Gina Atwater
- Tara Strong – April

## Wersja polska
Opracowanie: na zlecenie Vision Film Distribution – Studio Lingua

Reżyseria: Krzysztof Staroń

Dialogi: Anna Kalisiak

Realizacja dźwięku: Robert Buczkowski

Udział wzięli:
- Janusz German – Doktor Strange
- Patryk Steczek – Wong
- Włodzimierz Adamski – Mordo
- Grzegorz Pawlak – Starożytny, Dormammu
- Urszula Gryczewska – Gina Atwater

oraz
- Ewa Mróz
- Jolanta Jackowska-Czop
- Weronika Staroń
- Stanisław Kwaśniak
- Maciej Więckowski